# Atif Dudaković
Atif Dudaković (nascut el 2 de desembre 1954) fou un reconegut general bosnià retirat que va servir a l'Exèrcit de la República de Bòsnia i Hercegovina durant la guerra de Bòsnia. Va estar al comandament de l'enclavament de Bihać, que va ser envoltat de 1992 fins a 1995 durant el setge de Bihać, comandant el 5è Cos. Després de la guerra va tornar com a comandant general de l'Exèrcit de la Federació de Bòsnia i Hercegovina. El 2018 va ser acusat de crims de guerra.

## Història
Dudaković va néixer al poble d'Orahova un poble a prop de Gradiška. Es va graduar a l'Escola Militar de Zadar i el 1976 a l'Acadèmia Militar, especialitzat en artilleria. Més tard va ser instructor en una escola d'artilleria a Zadar i l'acadèmia militar de Belgrad.
A inicis de 1991 mes concret a l'inici de la Guerra d'Independència de Croàcia, va servir al com a superintendent Exèrcit Popular Iugoslau, superintendent d'artilleria del 9è Cos, i estava directament subordinat al general serbi Ratko Mladić.
Després del començament de la guerra a Bòsnia va unir-se voluntàriament al exèrcit de la República de Bòsnia i Hercegovina (ARBiH). Després de temps servint al 5è Cos, es va convertir en comandant i es va encarregar de la defensa de Bihać durant el setge.
Amb la situació crítica perquè Bihać estava envoltat per tots els costats pels enemics (l'Exèrcit de la República Srpska, la República de la Krajina Sèrbia i les forces d'en Fikret Abdić). El 5è Cos es va defensar satisfactòriament l'enclavament durant 1995 va sortir de l'encerclament i va capturar varies ciutats a prop de la zona.

### Acusació de crims de guerra (2018)
Durant l'abril del mateix any, la policia va detenir Atif Dudaković i 12 persones relacionades sota la sospita de cometre crims contra la humanitat durant la guerra de Bòsnia. Tots eren exmembres del 5è Cos de l'ARBiH que durant ell lideratge de Dudaković estava al càrrec de la zona de Bihać. Eren culpats d'haver comès atrocitats contra civils inclosos serbis i bosníacs, que eren lleials a altres líders bosnians i presoners de guerra. El cas contra ells es va basar en més de 100 entrevistes de testimonis, vídeos i proves d'exhumacions. Molts bosníacs es van concentrar a Sarajevo on portaven una gran pancarta que deia "Herois, no criminals!", per expressar-los el seu suport. Dudaković i els altres 12 membres van estar acusats de matar més de 300 civils i de destruir 38 esglésies ortodoxes sèrbies. Durant l'octubre de 2018 Dudaković va ser acusat formalment per crims contra la humanitat.

## Referència
1. ↑   «Daily Report: East Europe, Issues 158-169». Foreign Broadcast Information Service, 1994. «Brigadier Dudakovic was born on 2 December 1954 in the village of Orahova, between Bosanska Dubica and Bosanska Gradiska.»
2. 1 2   «Atif Dudaković: Ratni huškač na suđenju». Danas, 15-04-2019.
3. ↑  «Dudaković under investigation». B92, 06-10-2006.
4. ↑  «Ko je Atif Dudaković». rts.rs, 27-04-2018.
5. ↑  «Ex-Bosnian army commander Atif Dudakovic arrested on war crimes charges». DW.COM, 27-04-2018.
6. ↑  «Supporters of war crimes suspect Atif Dudakovic rally in Sarajevo». DW.COM, 04-05-2018.
7. ↑  «Court Confirms Indictment of Bosniak General Dudakovic», 24-10-2018.
8. ↑  Associated Press. «Ex-Bosnia army commander, 16 others charges with war crimes». Washington Times, 11-10-2018.